# Hyloplesion longicostatus
L'iloplesio (Hyloplesion longicostatus) è un anfibio estinto appartenente ai lepospondili. Visse nel Carbonifero superiore (Pennsylvaniano, circa 307 - 312 milioni di anni fa) e i suoi resti fossili sono stati ritrovati in Repubblica Ceca.

## Descrizione
Questo animale non raggiungeva i 15 centimetri di lunghezza; possedeva un corpo molto allungato, comprendente almeno 30 vertebre presacrali (l'affine Microbrachis ne possedeva 40). Il cranio era di forma triangolare se visto dall'alto. Al contrario di molti animali simili (i microsauri), Hyloplesion possedeva un palato dotato di grandi aperture. Il quinto dente mascellare era molto grande e assomigliava a un canino. Il cranio di Hyloplesion assomigliava a quello di un animale non strettamente imparentato, il rettile primitivo Romeria, in particolare in vista laterale, a causa delle affinità delle ossa dermiche e nella forma uncinata della premascella. In ogni caso, il cranio differiva da quello di Romeria in vista dorsale, poiché i parietali di Hyloplesion erano molto più ampi.
Anche l'atlante assomigliava a quello di Romeria e, al contrario di altri microsauri, non era rigonfio. Il tronco era allungato, con sottili costole che si dipartivano da ogni vertebra. La presenza di un grande scapolarcoracoide è una delle caratteristiche che distinguono Hyloplesion dall'affine Microbrachis, rinvenuto negli stessi luoghi. Le ossa delle zampe erano piccole ma robuste; le zampe posteriori erano più grandi di quelle anteriori. Queste ultime, come anche in Microbrachis, erano dotate di sole tre dita. 

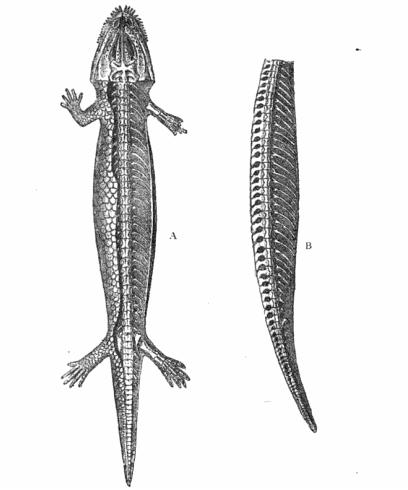
Illustrazione di un individuo immaturo di Hyloplesion, noto come Seeleya pusilla.

## Classificazione
Hyloplesion è un rappresentante dei microsauri, un gruppo di piccoli anfibi tipici del Carbonifero, vagamente simili a salamandre. È considerato l'unico rappresentante degli Hyloplesiontidae. I fossili sono stati ritrovati in Repubblica Ceca, nei pressi delle città di Plzeň, Nýřany e Třemošná, in strati del Pennsylvaniano medio. A questo genere monospecifico sono stati attribuiti anche esemplari un tempo riferiti ad altri generi, Seeleya pusilla e Orthocosta microscopica: queste forme, rappresentate da esemplari minuscoli, sono ritenute attualmente individui molto immaturi di Hyloplesion.
Hyloplesion è stato descritto inizialmente nel 1875 da Fritsch, che ne attribuì i fossili alla specie Stelliosaurus longicostatus. Lo stesso studioso, nel 1883, istituì per questi resti il genere Hyloplesion.

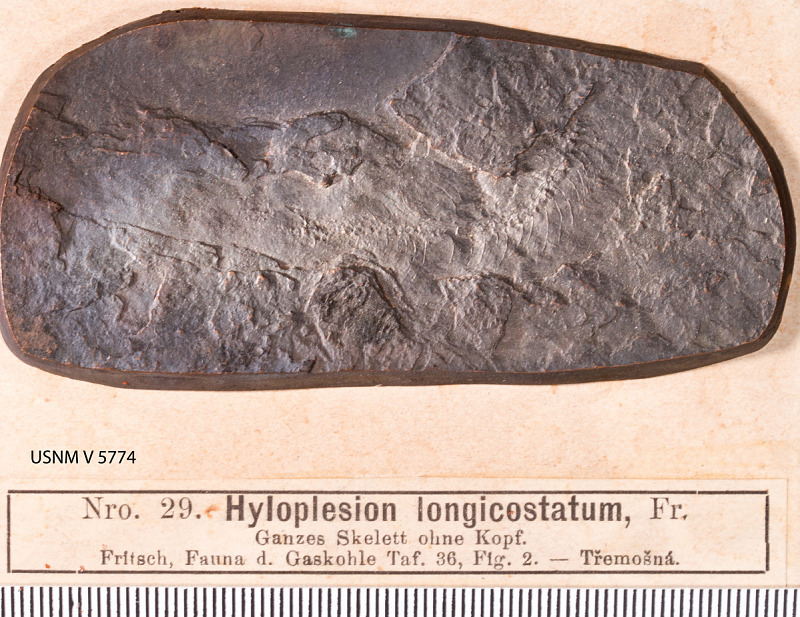
Fossile di Hyloplesion longicostatus

## Paleobiologia
Una serie di caratteristiche morfologiche piuttosto contrastanti rende difficile ipotizzare quale fosse lo stile di vita di Hyloplesion, se principalmente acquatico o terrestre. Anche se le dita erano ben ossificate, il numero ridotto sembrerebbe essere un adattamento alla vita acquatica. Non vi sono indizi di canali della linea laterale nel cranio, anche se molto probabilmente erano presenti sulla testa, separati dal cranio da un livello di tessuto connettivo.